# Robert E. Quirk
Robert Emmett Quirk (* 22. September 1918 in Akron, Ohio; † 23. Mai 2009 in Bloomington) war ein amerikanischer Historiker.

## Leben
Quirk promovierte 1951 an der Harvard University. Nach Redakteurstätigkeit bei den Zeitschriften Hispanic American Historical Review und The American Historical Review war er Professor für Geschichte an der Indiana University in Bloomington und Direktor des dortigen Center for Latin American Studies. 1965 erhielt er das Guggenheim-Stipendium. Heute ist er Emeritus.

## Werke (Auswahl)
- The Mexican revolution 1914–1915: The convention of Aguascalientes. Indiana University Press, Bloomington 1960.
- An affair of honor: Woodrow Wilson and the occupation of Vera Cruz. University of Kentucky Press, [Lexington] 1962.
- Mexico. Prentice-Hall, Englewood Cliffs 1971.
- The Mexican Revolution and the Catholic Church 1910–1929. Indiana University Press, Bloomington 1973.
- Fidel Castro. Norton, New York 1993.
  - Übersetzung: Fidel Castro. Die Biographie. Ed. q, Berlin 1996.